# Calvin Davis
Calvin B. Davis (Eutaw, 2 aprile 1972 – 1º maggio 2023) è stato un ostacolista e velocista statunitense, vincitore di una medaglia di bronzo nei 400 metri ostacoli ai Giochi olimpici di Atlanta 1996.

## Palmarès
| Anno | Manifestazione  | Sede       | Evento      | Risultato | Prestazione | Note |
| ---- | --------------- | ---------- | ----------- | --------- | ----------- | ---- |
| 1995 | Mondiali indoor | Barcellona | 400 m piani | 6º        | 47"19       |      |
| 1995 | Mondiali indoor | Barcellona | 4×400 m     | Oro       | 3'07"37     |      |
| 1996 | Giochi olimpici | Atlanta    | 400 m hs    | Bronzo    | 47"96       |      |